# Europäischer Paddel-Pass
Der Europäische Paddel-Pass (EPP) ist ein Befähigungsnachweis für den Kanusport. Er gliedert sich in insgesamt sechs Stufen (Weiß (Basis), Gelb (1), Grün (2), Blau (3), Rot (4), Schwarz (5)). Die Stufen 1–3 sollen Grundkenntnisse umfassen, die Stufen 4–5 Spezialkenntnisse in den Bereichen Wildwasser bzw. Küste. 

## Geschichte
Der EPP wurde von einer Arbeitsgruppe, bestehend aus sechs europäischen Kanu-Verbänden (Frankreich, Großbritannien, Irland, Dänemark, Schweden und Slowenien) auf Initiative der EU-Kommission entwickelt. Der Deutsche Kanu-Verband (DKV) ist seit 2006 Mitglied in dieser Arbeitsgruppe. 

## Ziel
Der EPP soll einen Beitrag für europaweit vergleichbare Ausbildungsstandards leisten und damit den Zugang möglichst vieler Menschen zum Kanusport ermöglichen. Der DKV sieht darin die Chance für Kanufahrer, selbst ihren Ausbildungsstand zu überprüfen und ggf. zu verbessern. Kanuvereinen bietet er die Möglichkeit, mit entsprechenden Angeboten neue Mitglieder zu werben.

## Stufen
| Stufe | Inhalte |
| ----- | ------- |
| Basis |         |
| 1     |         |
| 2     |         |
| 3     |         |
| 4     |         |
| 5     |         |

## Nachweis
Die Bedingungen zum Erwerb des Europäischen Paddel-Passes sehen vor, dass erfolgreiche Teilnehmer hierüber einen Nachweis erhalten. Ein solcher Nachweis könnte künftig zur Voraussetzung gemacht werden, bestimmte (z. B. ansonsten gesperrte, besonders umweltsensible) Gewässer befahren zu dürfen oder an einer organisierten Fahrt auf einem gefährlichen Gewässer teilzunehmen. 
Kritiker sehen im EPP den Versuch, eine Führerscheinpflicht auch für den Kanusport einzuführen.